# Габріеле Чіміні
Габріеле Чіміні (італ. Gabriele Cimini, нар. 9 червня 1994) — італійський фехтувальник на шпагах, чемпіон світу та Європи.

## Виступи на Олімпіадах
| Олімпіада  | Дисципліна     | Місце |
| ---------- | -------------- | ----- |
| Токіо 2020 | командна шпага | 7     |
| Париж 2024 | командна шпага | 5     |